# Тоньони, Джина
Джи́на Тоньо́ни (англ. Gina Tognoni; род. 28 ноября 1973, Сент-Луис, Миссури) — американская актриса мыльных опер.
Тоньони наиболее известна благодаря своим ролям в дневных мыльных операх «Одна жизнь, чтобы жить» и «Направляющий свет». Она выиграла Дневную премию «Эмми» за лучшую женскую роль второго плана в 2006 и 2008 годах за роль в мыльной опере «Направляющий свет», тем самым став одной из трех актрис, получавших более одной награды в этой категории. Также она появилась в телесериалах «Закон и порядок: Специальный корпус» и «Клан Сопрано», и снялась в нескольких независимых фильмах. Прежде чем стать актрисой Тоньони выиграла конкурс красоты Мисс Род-Айленд в 1991 году и Подросток Америки в 1993 году.
В 2014 году, Тоньони смогла обойти десятки других актрис и получить желанную роль Филлис Саммерс, ранее принадлежавшую Мишель Стэффорд, в мыльной опере «Молодые и дерзкие». Роль принесла ей номинацию на Дневную премию «Эмми» за лучшую женскую роль в драматическом сериале в 2015 году.

## Мыльные оперы
- 1995—2001, 2002, 2010—2011 — Одна жизнь, чтобы жить / One Life to Live
- 2004—2009 — Направляющий свет / Guiding Light
- 2014—2019 — Молодые и дерзкие / The Young and the Restless